# ويلهلم مولر (كاتب)
ويلهلم مولر (بالألمانية: Wilhelm Müller)‏ (و. 1794 – 1827 م) هو شاعر، وكاتب، وملحن، من ألمانيا، ولد في ديساو، توفي في ديساو، عن عمر يناهز 33 عاماً.

## التعليم
تعلم في جامعة هومبولت في برلين.

## روابط خارجية
- ويلهلم مولر على موقع الموسوعة البريطانية (الإنجليزية)
- ويلهلم مولر على موقع ميوزك برينز (الإنجليزية)
- ويلهلم مولر على موقع أول ميوزيك (الإنجليزية)
- ويلهلم مولر على موقع ديسكوغز (الإنجليزية)